# Нидерланды на «Евровидении-1992»
Нидерланды принимали участие в тридцать седьмом выпуске телевизионного конкурса Евровидение-1992, который состоялся 9 мая в Мальмё, Швеция. Страна вернулась на Евровидение после вынужденного годового перерыва, связанного с проведением памятных мероприятий, выпавших на дату проведения конкурса 1991 года. Нидерланды представлял певец суринамского происхождения Хэмфри Кэмпбелл с песней Wijs me de weg ("Укажи мне путь"), написанной Эдвином Шимшеймером. По итогам голосования он занял девятое место из 23, набрав 67 очков. Таким образом, Wijs me de weg стала предшественницей нидерландской заявки на Евровидение-1993 Vrede в исполнении Рут Джакотт. Конкурс был показан на канале Nederland 3 с комментариями Виллема ван Бёйскома. Глашатаем был Герман Шлагер.

## До «Евровидения»

### Nationaal Songfestival 1992
Нидерландский телевещатель NOS отвечает за организацию выбора нидерландской заявки на конкурс Евровидение с 1956 года, когда Нидерланды были одной из семи стран, участвовавших в первом выпуске. NOS использовали различные методы отбора, будь то внутренний отбор, национальный финал или смешанный отбор, когда артист был утверждён внутри телекомпании, а песню выбирала вся страна или наоборот. Для выбора заявки в Мальмё, NOS организовал национальный отбор под названием Nationaal Songfestival, который проводился в последний раз в 1990 году. Он состоялся 29 марта 1992 года в телестудии NOS в Хильверсюме. Ведущим был Бас Вестервеел. Десять песен прозвучало на Nationaal Songfestival, а победитель определялся голосами жюри, распределённых по 12 регионам Нидерландов.
| Порядковый номер | Исполнитель               | Название песни          | Автор(ы)                           | Очки | Место |
| ---------------- | ------------------------- | ----------------------- | ---------------------------------- | ---- | ----- |
| 1                | Юстиан                    | De schok van mijn leven | Элерт Дриссен, Питер Шён           | 75   | 5     |
| 2                | Лаура Власблом            | Gouden bergen           | Хенк Темминг, Паула Патрицио       | 88   | 2     |
| 3                | Ферри ван Леувен          | Een klassieke liefde    | Марсель Шимшеймер, Йон ван Катвейк | 56   | 7     |
| 4                | Тони Нееф и Гелла Коффман | Nooit geweten           | Маартен Пеетерс                    | 61   | 6     |
| 5                | Роб Янсзен                | Net als een kind        | Хенк Гофстеде                      | 85   | 3     |
| 6                | Fantasyx                  | Met mij gaat het goed   | Марсель Шимшеймер, Кеес Штолк      | 42   | 9     |
| 7                | Лиза Борей                | Hartstocht              | Эдвин Шимшеймер, Лиза Борей        | 81   | 4     |
| 8                | Боб ван Никерк            | Waar is het feest       | Маартен Пеетерс                    | 44   | 8     |
| 9                | Sigi                      | Wachten op water        | Пит Соуэр                          | 34   | 10    |
| 10               | Хэмфри Кэмпбелл           | Wijs me de weg          | Эдвин Шимшеймер                    | 94   | 1     |

## На «Евровидении»
Хэмфри Кэмпбелл выступал под номером 23 (последним) сразу после Германии. По итогам голосования он занял девятое место из 23, набрав 67 очков. 12 очков нидерландское жюри присудило Италии. Дирижёром оркестра во время исполнения голландской заявки был Гарри ван Гуф.

### Голосование
| Очки      | Страна                               |
| --------- | ------------------------------------ |
| 12 баллов |                                      |
| 10 баллов |                                      |
| 8 баллов  | - Ирландия                           |
| 7 баллов  | - Германия - Кипр - Испания - Турция |
| 6 баллов  |                                      |
| 5 баллов  | - Австрия - Греция - Израиль         |
| 4 балла   | - Норвегия - Франция                 |
| 3 балла   | - Исландия                           |
| 2 балла   | - Бельгия - Великобритания           |
| 1 балл    | - Швейцария                          |

| Очки      | Страна         |
| --------- | -------------- |
| 12 баллов | Италия         |
| 10 баллов | Ирландия       |
| 8 баллов  | Кипр           |
| 7 баллов  | Великобритания |
| 6 баллов  | Франция        |
| 5 баллов  | Мальта         |
| 4 балла   | Греция         |
| 3 балла   | Израиль        |
| 2 балла   | Исландия       |
| 1 балл    | Испания        |